# ワジム・シャクシャクバエフ
ワジム・シャミリエヴィッチ・シャクシャクバエフ(Vadim Shamilyevich Shakshakbayev、1971年10月9日 - )は、カザフスタンのスピードスケート選手。ロシア連邦・ペトロパブロフスク・カムチャツキー生まれ。1992年のアルベールビルオリンピックにはEUN（旧ソビエト連邦統一チーム）の選手として男子500mに出場し14位になった。1994年からはカザフスタン代表としてオリンピックに出場しており、リレハンメルオリンピックでは男子500mで12位、男子1000mでは20位なっている。1998年の長野オリンピックでは男子500mで24位となっており、これを最後に競技からは引退している。